# Comuna Patiutî, Kozeleț
Patiutî (în ucraineană Патюти) este o comună în raionul Kozeleț, regiunea Cernihiv, Ucraina, formată din satele Budîșce, Hladke și Patiutî (reședința).

## Demografie
Componența lingvistică a comunei Patiutî
     Ucraineană (99,05%)
     Alte limbi (0,95%)
Conform recensământului din 2001, majoritatea populației comunei Patiutî era vorbitoare de ucraineană (99,05%), existând în minoritate și vorbitori de alte limbi.